# Stawrula Prasa
Stawrula Prasa (grec. Σταυρούλα Πρασσά; ur. 10 grudnia 1979 w Amarusionie) – grecka koszykarka, reprezentantka kraju, występująca na pozycji rozgrywającej.

## Osiągnięcia
Na podstawie, o ile nie zaznaczono inaczej.

### Drużynowe
- Mistrzyni Grecji (2009)[2]
- Wicemistrzyni Rumunii (2010)
- Uczestniczka międzynarodowych rozgrywek EuroCup (2008–2010)

### Reprezentacja
Seniorska
- Uczestniczka:
  - mistrzostw Europy (2003 – 9. miejsce)[3]
  - igrzysk śródziemnomorskich (2005 – 4. miejsce)

Młodzieżowe
- Uczestniczka mistrzostw Europy U–16 (1995 – 7. miejsce)[4]